# Optische Telegrafie

Semaphoren-Apparat der preußischen Armee

Unter dem Begriff optische Telegrafie versteht man im Allgemeinen die Telegrafie über große Entfernungen mit Hilfe optischer oder einer Kombination von optischen mit akustischen Vorrichtungen. Mittel hierfür sind z. B. einfache Blinkspiegel (siehe Blinker) und komplexere Spiegeltelegrafen (Heliographen), Morselampen, Winkzeichen (Wigwag bzw. nautisch) sowie Flaggensignale.
Mit optischen Telegrafen wird im Speziellen das von Claude Chappe gegen Ende des 18. Jahrhunderts in Frankreich installierte System optisch-mechanischer Telegrafenlinien bezeichnet, das bis zum Aufkommen der elektrischen Telegrafie über die Mitte des 19. Jahrhunderts hinaus in ganz Europa Verwendung fand.

## Vorgeschichte

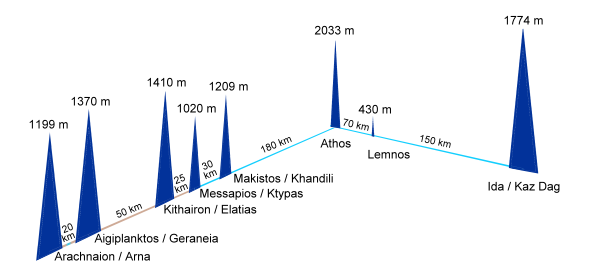
Schema der Leuchtfeuerstationen des Agamemnon laut Aischylos in der Orestie, Ausgangsposten war der Berg Ida (heute: Kaz Dag) bei Troja

Bereits in der Antike dienten Rauch- und Feuerzeichen zur Übermittlung von Nachrichten. Der griechische Dichter Aischylos beschrieb in seinem Drama Agamemnon, wie die Nachricht vom Sieg der Griechen über Troja im Jahre 1184 v. Chr. mit einer Feuerzeichenkette von Troja in das 555 km entfernte Argos gelangte. Der Historiker Thukydides berichtete vom Einsatz von Feuersignalen im Peloponnesischen Krieg (431–404 v. Chr.). Die Römer richteten entlang der Grenzen des Imperium Romanum Wachtürme ein, die über Feuerzeichen miteinander kommunizierten, so in Germanien entlang des Limes vom Rhein bis an die Donau.
In der heutigen Schweiz bestand seit dem 15. Jahrhundert ein System von Hochwachten. Dieses wurde im 17. und 18. Jahrhundert massiv ausgebaut. Bei Hochwachten handelte es sich um militärische Signalstationen. So gab es allein im heutigen Kanton Bern 1734 ein System mit 156 „Höhen- und Chutzenfeuern“. Eine Meldung von Bern nach Genf konnte innerhalb sechs Stunden übertragen werden, die gesamte Schweiz konnte innerhalb 24 Stunden alarmiert werden. Das System wurde das letzte Mal 1847 im Sonderbundkrieg militärisch genutzt. Eine entscheidende Rolle spielte dabei die Entwicklung des Linsenfernrohrs.
Allerdings konnten durch diese einfache optische Telegrafie nur jeweils zuvor verabredete Botschaften übermittelt werden. Die Idee, frei formulierbare Botschaften mit Hilfe der Feuerzeichentelegrafie zu übermitteln, beschrieb erstmals der griechische Geschichtsschreiber Polybios: Hinter einem großen Schild standen zwei „Telegrafisten“, die entsprechend dem zu sendenden Buchstaben Fackeln an einer bestimmten Position links oder rechts des Schildes positionierten.

## Optische Telegrafen der Moderne

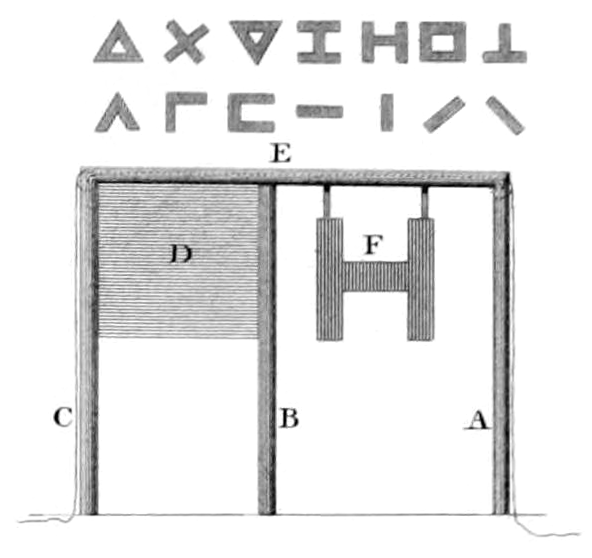
Robert Hookes Vorschlag für einen optischen Telegrafen

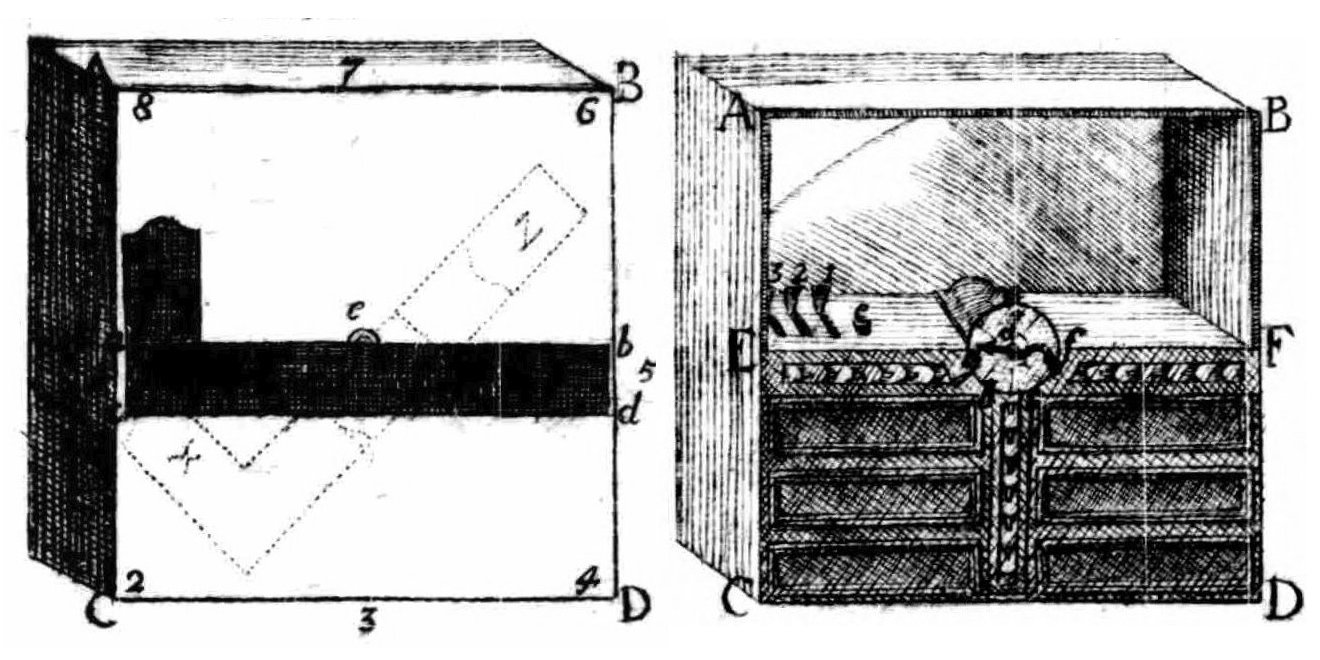
Der Telegraf von Basilius Sinner

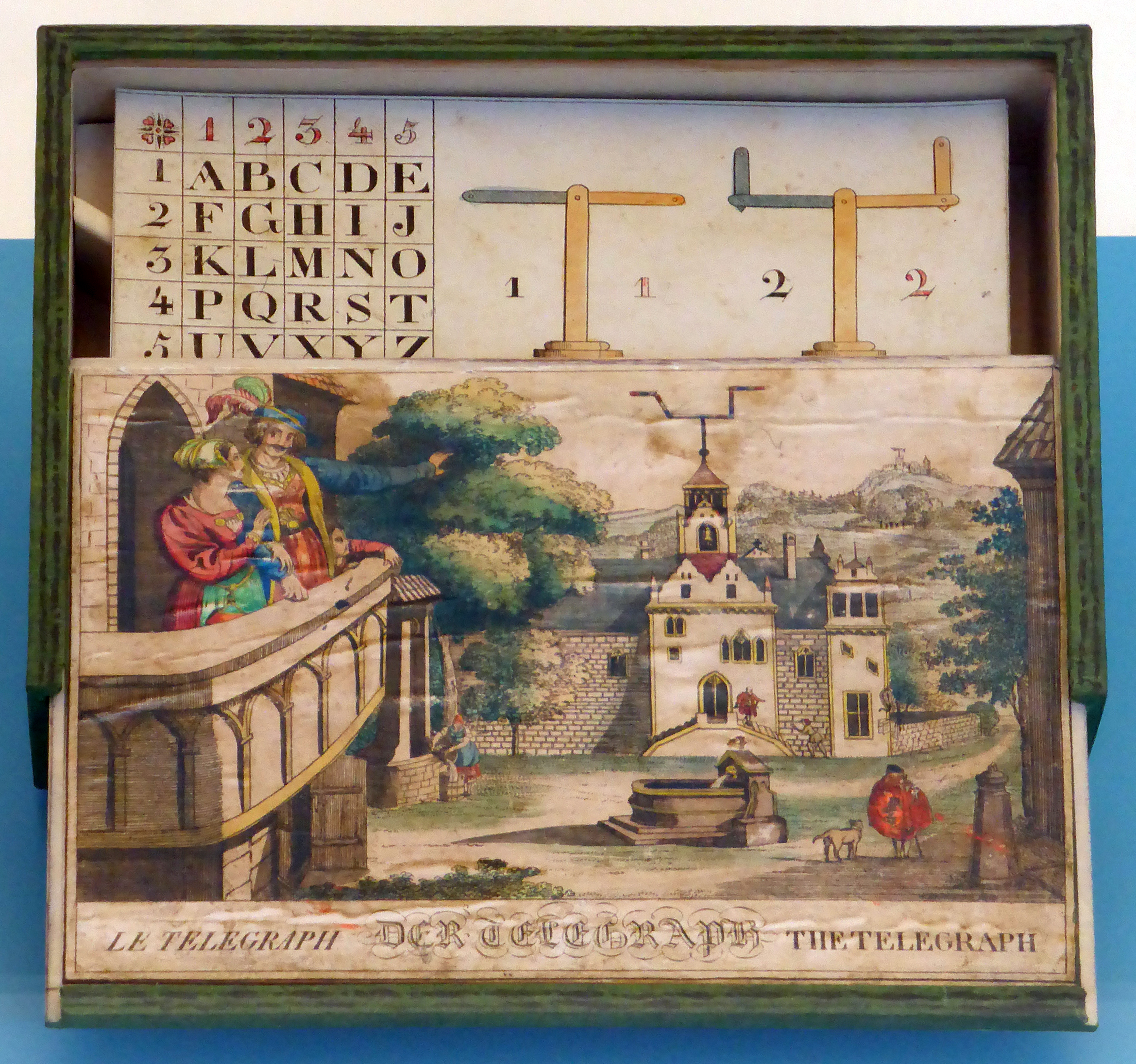
Der Telegraph, Kinderspiel zur optischen Telegrafie, erste Hälfte des 19. Jahrhunderts

### Erste Versuche
Ausgangspunkt der modernen optischen Telegrafie war die Entwicklung des Fernrohrs im Jahr 1608 durch holländische Brillenmacher, mit dem die Reichweite des menschlichen Sehvermögens erheblich zunahm. Bereits 1684 legte Robert Hooke der Royal Society in London seine Idee zur Übermittlung von „Gedanken über weite Entfernungen“ vor, deren technische Umsetzung sich jedoch als problematisch erwies. Große, mit Buchstaben beschriebene Tafeln sollten dabei mit Hilfe von Seilzügen auf einem Mastsystem aufgebaut und mit Hilfe eines Fernrohrs abgelesen werden.
Wenig bekannt sind erste Versuche durch Christoph Ludwig Hoffmann. In einem Brief an den Grafen Ludwig, Sohn des Grafen Karl von Bentheim Steinfurt, steht:

„Unter seiner Regierung erfand ich in Burgsteinfurt die Telegraphie. In Münster ließ ich im Jahre 1782 von dieser Sache eine abgekürzte Nachricht abdrucken, also zehn Jahre früher, als die Franzosen der Welt von etwas bekannt gemacht haben.“

In einem Artikel unter dem Titel Description d’un télégraphe très simple et à la portée de tout le monde. A Paris et Amsterdam, 1800 findet man folgenden (hier übersetzten) Hinweis: „Im Siebenjährigen Krieg wurde sie in Schönbusch auf der Anhöhe bei Burghorst (Borghorst) ausgeführt.“ Diese Versuche wurden nicht weitergeführt und gerieten in Vergessenheit.
Unabhängig vom späteren französischen Chappe-System erfand der Benediktiner Basilius Sinner in Füssen einen optischen Telegrafen. Er veröffentlichte seine Erfindung jedoch nicht. Erst nach dem Bekanntwerden des französischen Systems baute er ein Modell seines Systems und beschrieb es 1795 in einer Schrift.

### Chappe-System

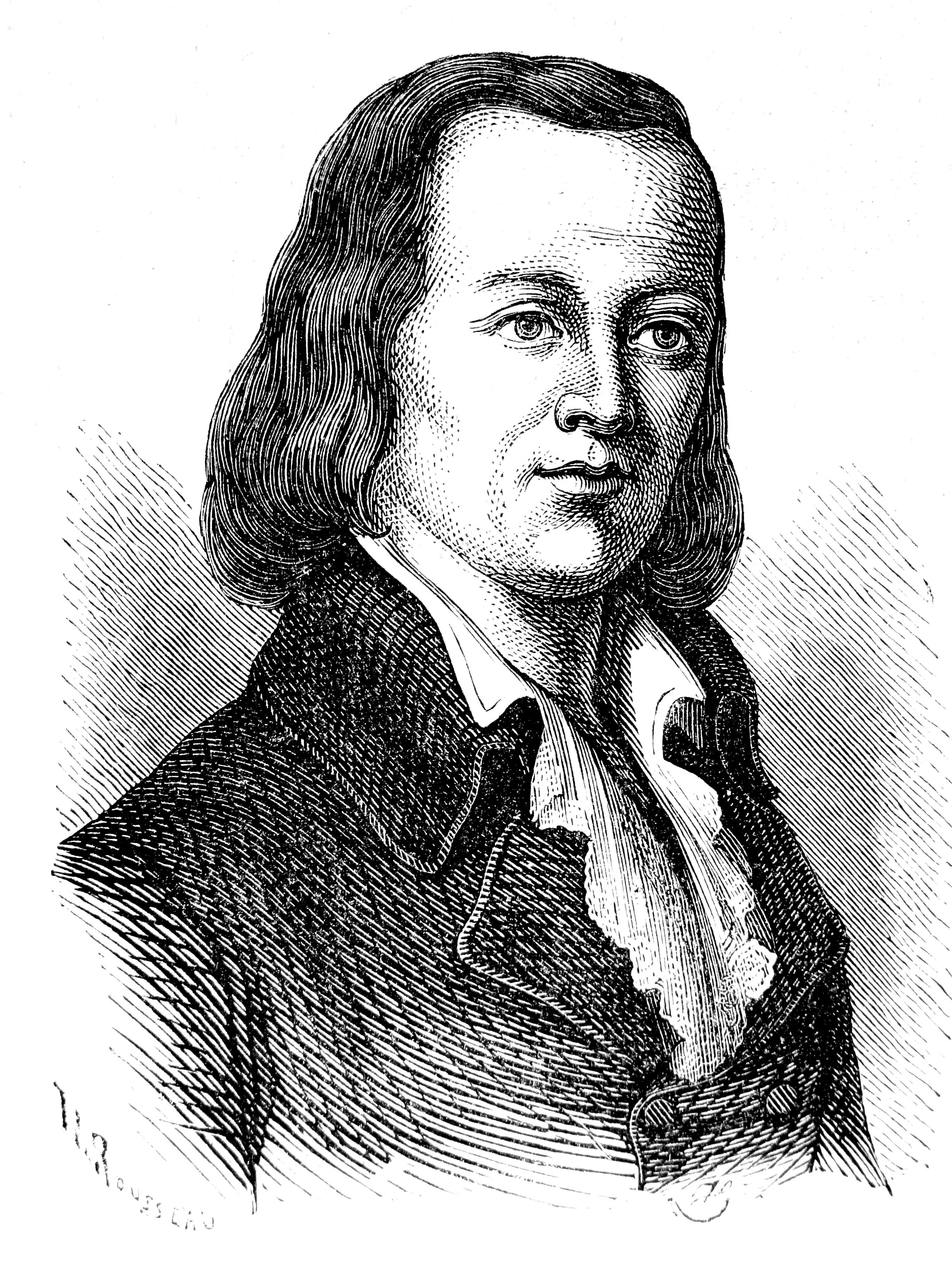
Claude Chappe

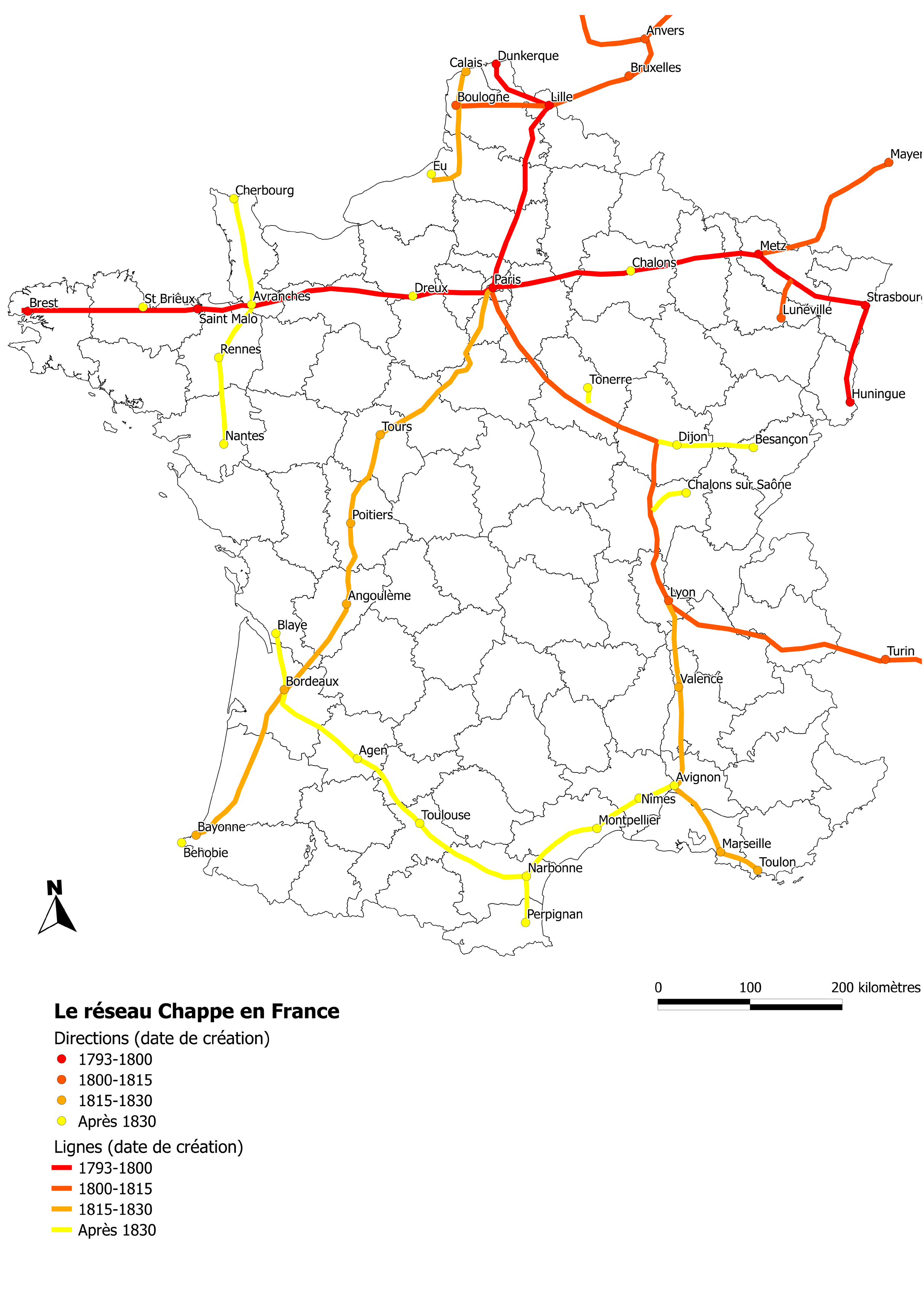
Französisches Telegrafen-Netzwerk ab 1793

Erst dem französischen Techniker Claude Chappe gelang zur Zeit der französischen Revolution eine technisch praktikable, optische Telegrafie-Vorrichtung, basierend auf der Zeichenübermittlung mit Hilfe von schwenkbaren Signalarmen (auch Flügeltelegraf oder Semaphor). An einem hohen Mast waren zwei schwenkbare Querbalken mit zwei weiteren schwenkbaren Balken an jedem Ende angebracht, womit je nach Position anhand eines Codes unterschiedliche Buchstaben signalisiert werden konnten.
Aufbauend auf den Ideen des Physikers Guillaume Amontons, der bereits 1690 erste Experimente zur Signalübertragung vornahm, konnte Chappe 1792 die gesetzgebende Nationalversammlung von der Einrichtung einer 70 km langen Versuchsstrecke zwischen Ménilmontant (heute ein Pariser Quartier), Écouen und Saint-Martin-du-Tertre überzeugen. Bereits im Jahr davor hatte er den Semaphoren zusammen mit seinen Brüdern in Parcé-sur-Sarthe und Brûlon erfolgreich öffentlich vorgeführt.
Mehrere Versuchsreihen zeigten, dass das System einfach zu bedienen und robust war. So konnte 1794 eine erste reguläre Telegrafenlinie zwischen Paris und Lille eingerichtet werden, die mit 22 Semaphorstationen 270 km überbrückte. Die Laufzeit für die Übertragung eines einzelnen Buchstabens lag bei damals beeindruckenden zwei Minuten. Die Flexibilität und Geschwindigkeit überzeugte vor allen Dingen die Militärs vom zügigen Aufbau eines landesweiten optisch-mechanischen Telegrafennetzes.
Bei der Nachrichtenübertragung musste der Querbalken horizontal, vertikal oder diagonal stehen. Die Signalarme konnten je im Winkel von 45°, 90°, 135°, 225°, 270° und 315° abstehen oder auf den Querbalken zurückgefaltet sein. Insgesamt ergab das 7 · 7 · 4 = 196 Signale. Von diesen dienten 104 der Übertragungskontrolle und 92 der Nachrichtenübermittlung. Ein Codewort bestand aus zwei aufeinanderfolgenden Signalen, sodass 92 · 92 = 8464 Codewörter zur Verfügung standen.
Die Telegrafenstationen standen je nach Geländebeschaffenheit und Sichtverhältnissen zwischen neun und zwölf Kilometer weit auseinander, so dass man mit einem Fernrohr die Zeichen der Nachbarstation noch zweifelsfrei erkennen konnte. In jeder Station arbeiteten zwei Telegrafisten, welche die Zeichen von einer der beiden Nachbarstationen ablasen, diese an ihrer Station gleich selbst einstellten und dadurch wiederum an die Nachbarstation weitergaben.
Der Historiker Etienne-Pierre Lhopital ermittelte in den 1820er Jahren folgende Werte. Für eine Übertragung einer Nachricht zwischen Paris und Lille waren 22 Stationen notwendig, die eine Nachricht im Schnitt innerhalb 56 Minuten übertragen konnten. Zwischen Paris und Strassburg waren 52 Stationen installiert. Die Übertragungszeit einer Nachricht betrug im Schnitt 76 Minuten. Eine Übertragung nach Bordeaux mit 81 Stationen konnte innerhalb 95 Minuten durchgeführt werden. Zwischen 1843 und 1844 wurde die Laufzeit von 925 Telegrammen ausgewertet auf der Strecke zwischen Paris und Bayonne. Dabei wurde festgestellt, dass 55 Prozent der Telegramme noch am selben Tag den Empfänger erreichten. 28 Prozent der Telegramme wurden am folgenden Tag zugestellt und 11 Prozent am dritten Tag. Dabei ist zu berücksichtigen, dass die Zustellung von der Telegrafenstation per Eilboten durchgeführt wurde und sich die Adresse des Empfängers weit weg von der Station befinden konnte.
Napoléon Bonaparte nutzte das System, das ihm eine bessere Kommunikation zwischen den verschiedenen Truppenteilen ermöglichte, als sie jede andere Armee der Zeit hatte. Den Nachteil, dass die Signalmasten von jedermann gesehen und die militärischen Nachrichten somit auch von Unbefugten gelesen werden konnten, überwand man durch die Einführung von Geheim-Codes.
Bis 1845 entstand in Frankreich ein von Paris ausgehendes, flächendeckendes Telegrafennetz, das die Hauptstadt mit allen wichtigen Städten des Landes verband. Allerdings hatte die optische Telegrafie stets mit witterungsbedingten Kommunikationsproblemen zu kämpfen. Unwetter, schlechte Sicht oder einsetzende Dämmerung verschuldeten einen oft unregelmäßigen und unzuverlässigen Betrieb. Der Versuch, Lampen an den Signalarmen anzubringen, bewährte sich nicht.
Das System wurde in vielen anderen europäischen Staaten übernommen und dort aufgrund der militärischen Bedeutung schneller Kommunikation überwiegend von den Staaten betrieben. In den USA wurden ebenfalls Linien realisiert, etwa von New York nach Philadelphia, insgesamt allerdings in bescheidenem Ausmaß. Unter Muhammad Ali Pascha wurde auch in Ägypten ein optisch-mechanischer Telegraf zwischen Alexandria, Kairo und Sues errichtet.

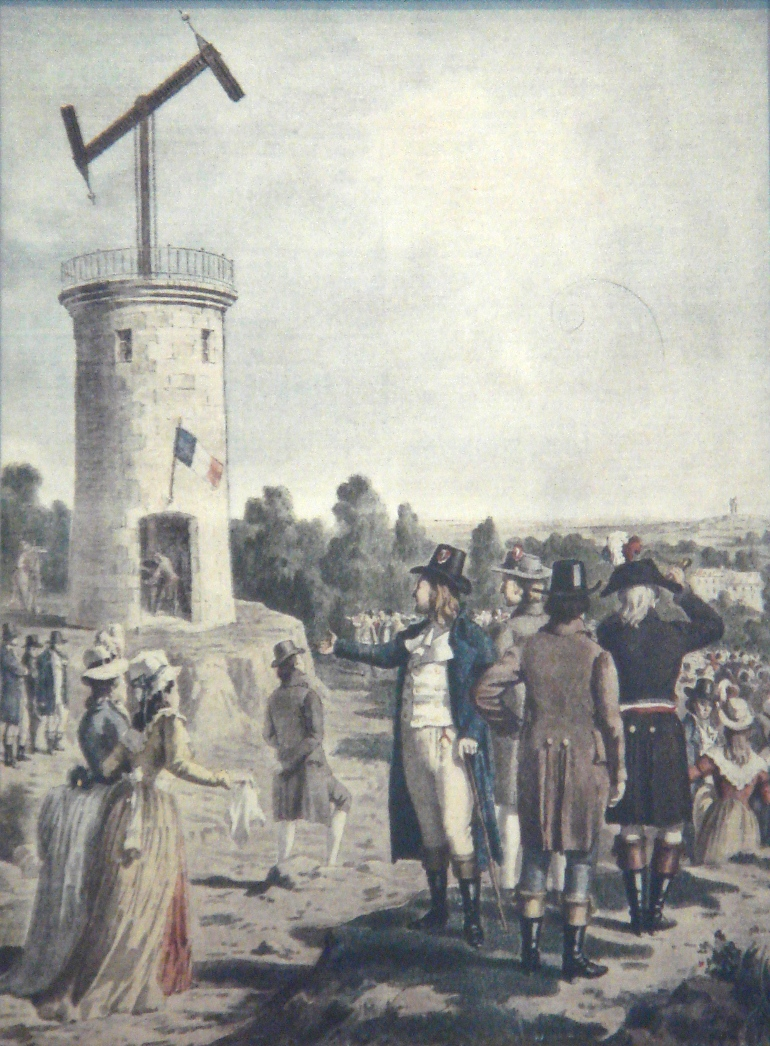
Telegrafenturm im Einsatz
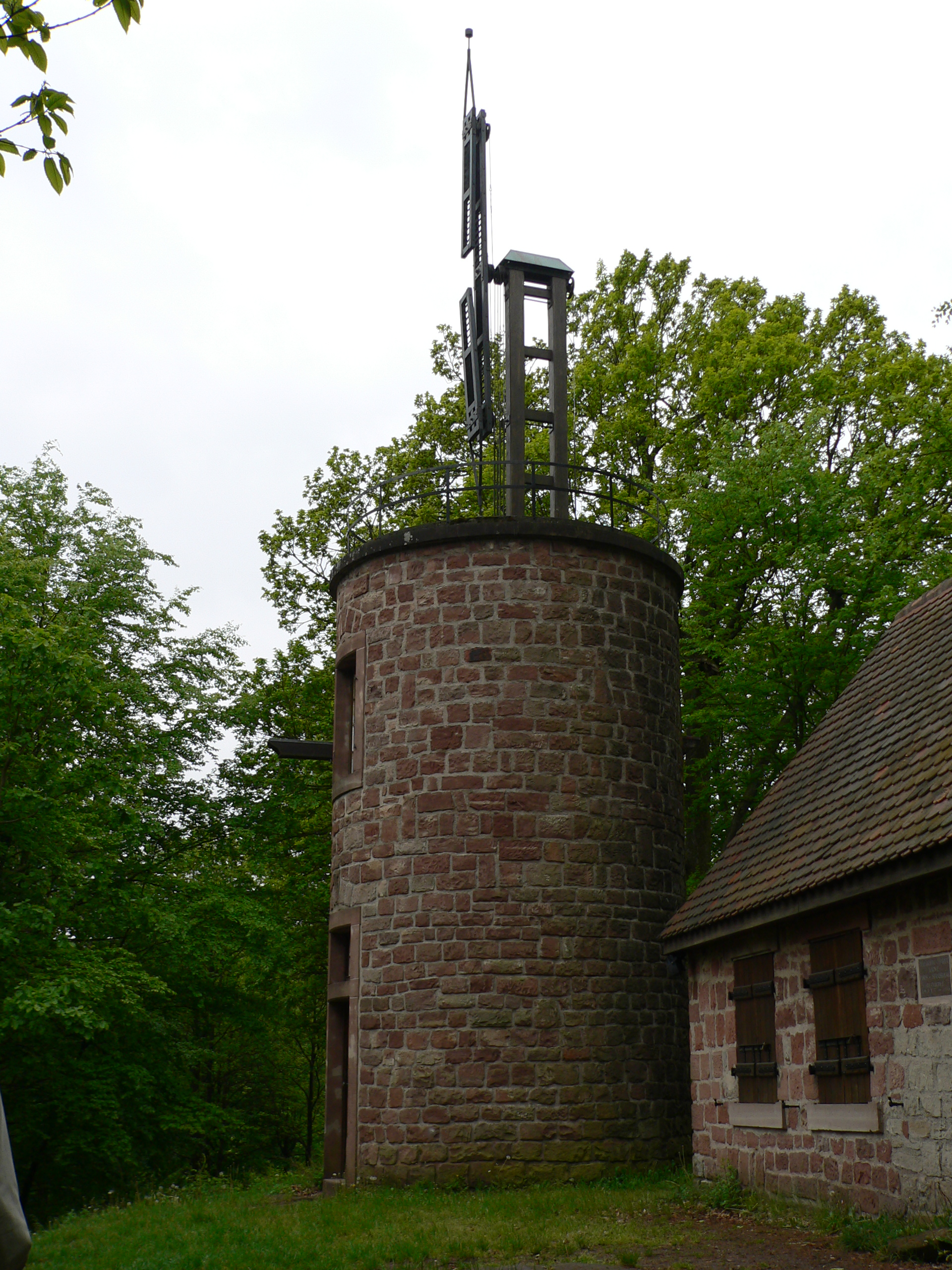
Seitliche Ansicht des Chappe-Telegrafen. Neben dem Fenster ist die Verkleidung des Fernrohrs sichtbar.
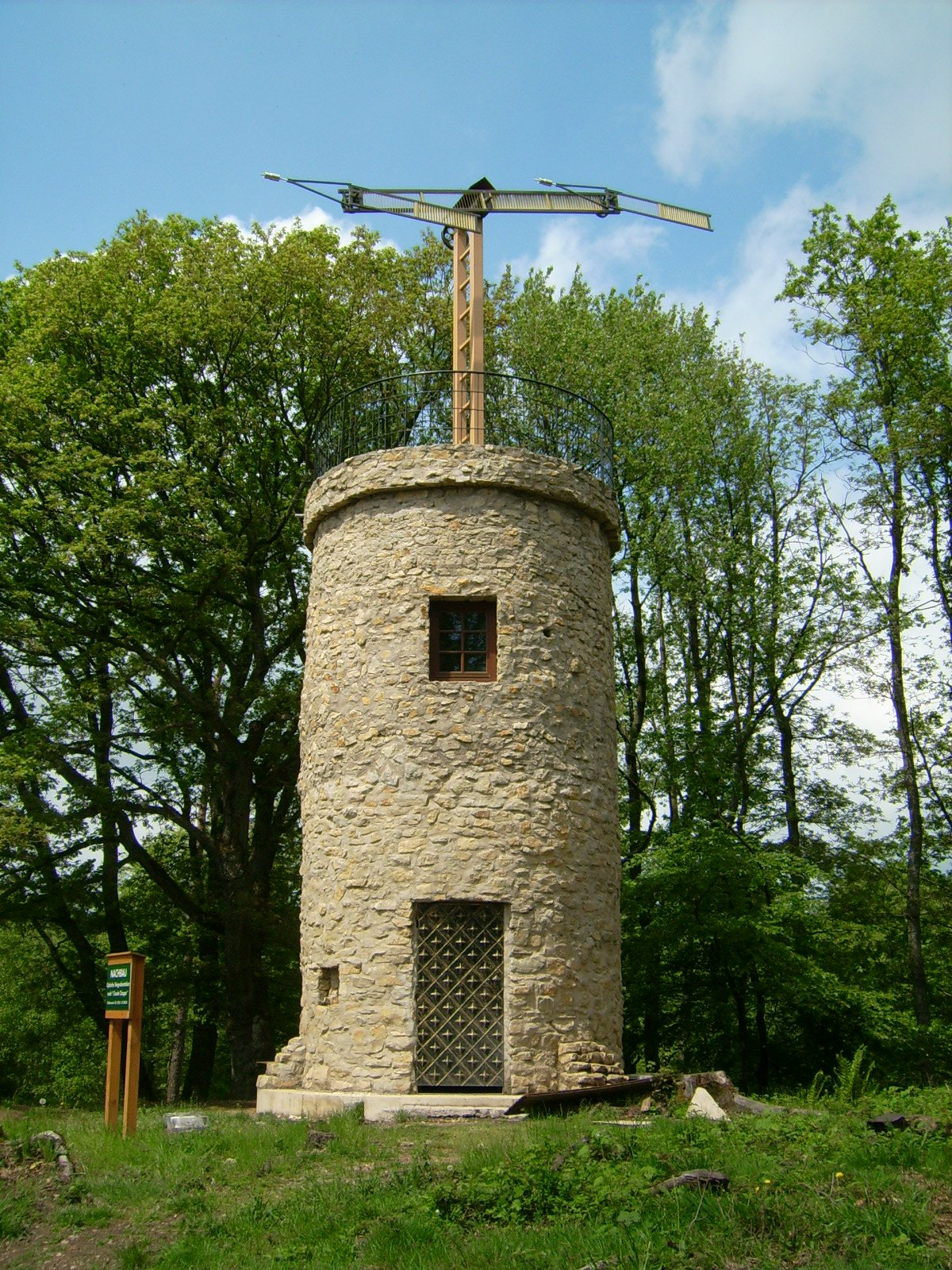
Nachbau auf dem Litermont bei Nalbach
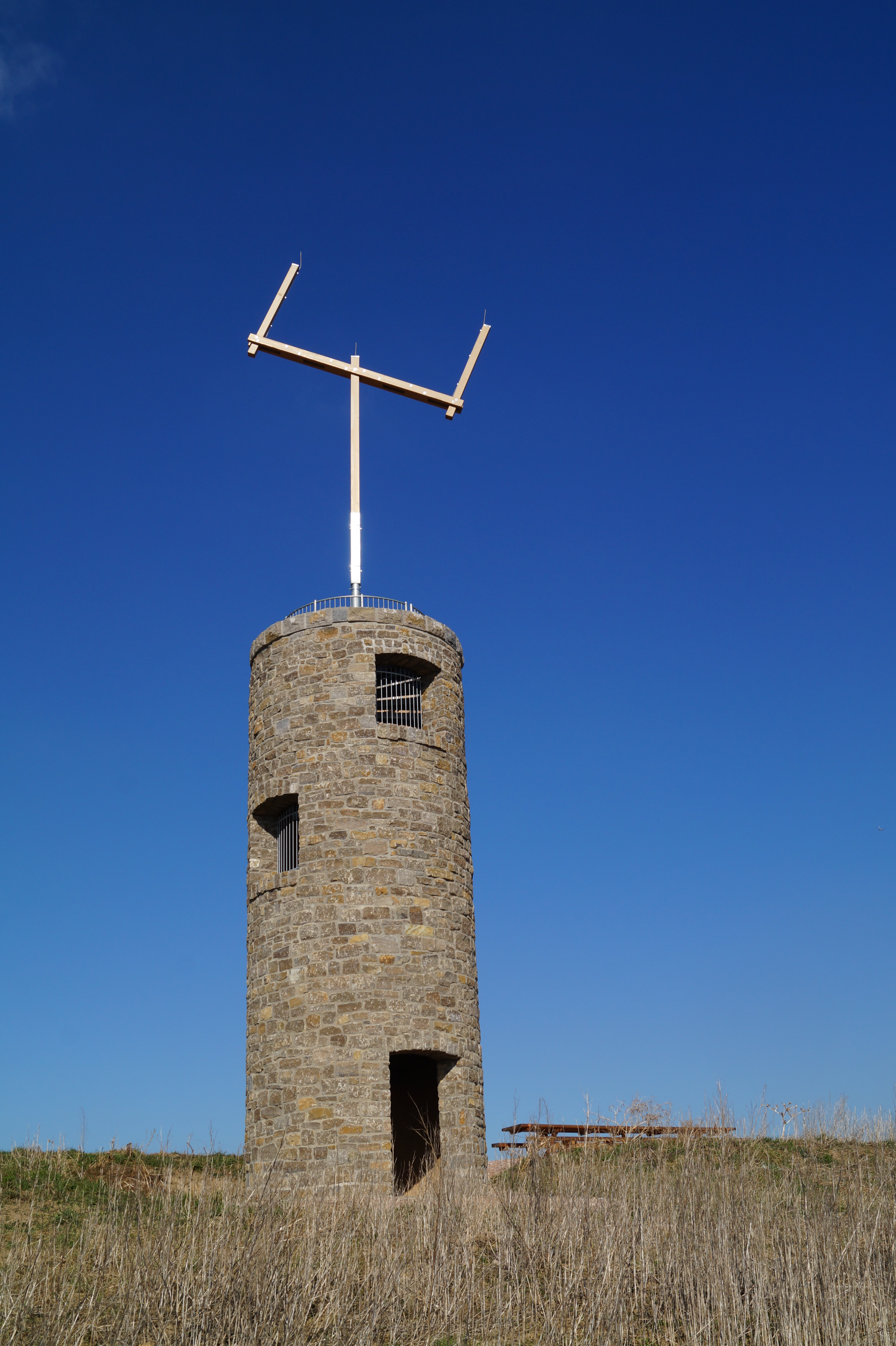
Nachbau eines optischen Telegrafen auf der Napoleonshöhe bei Sprendlingen (Rheinhessen)
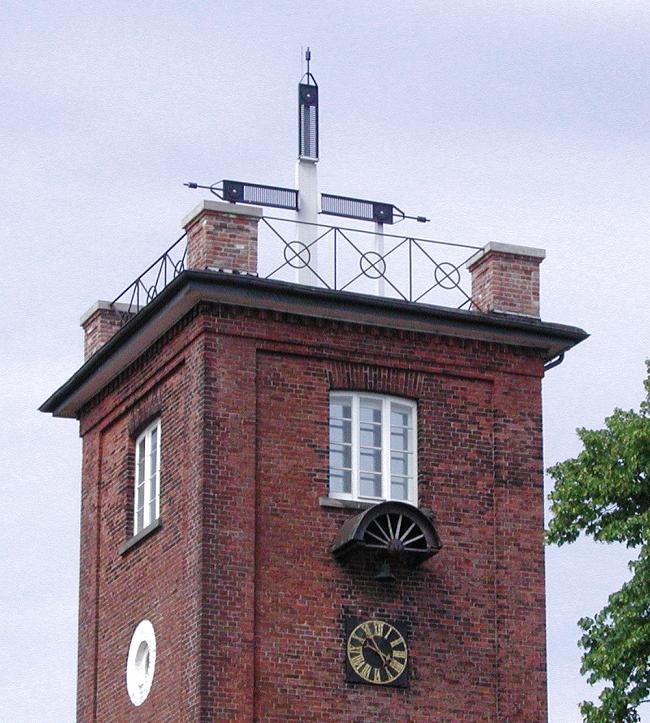
Zeigertelegraf in Brake (Unterweser)
Chappe Code Winkeralphabet
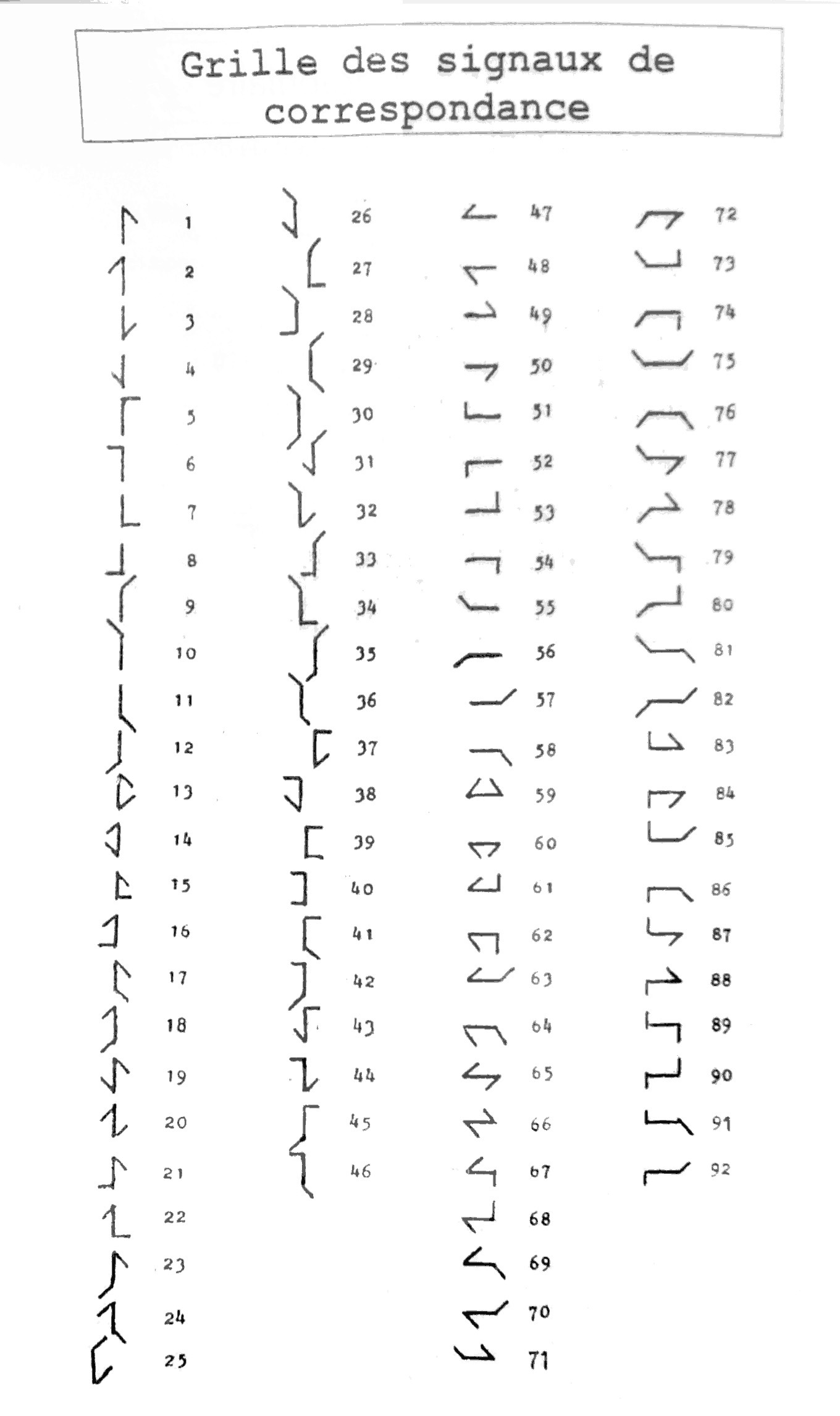
Liste der Signale zur Nachrichtenübertragung
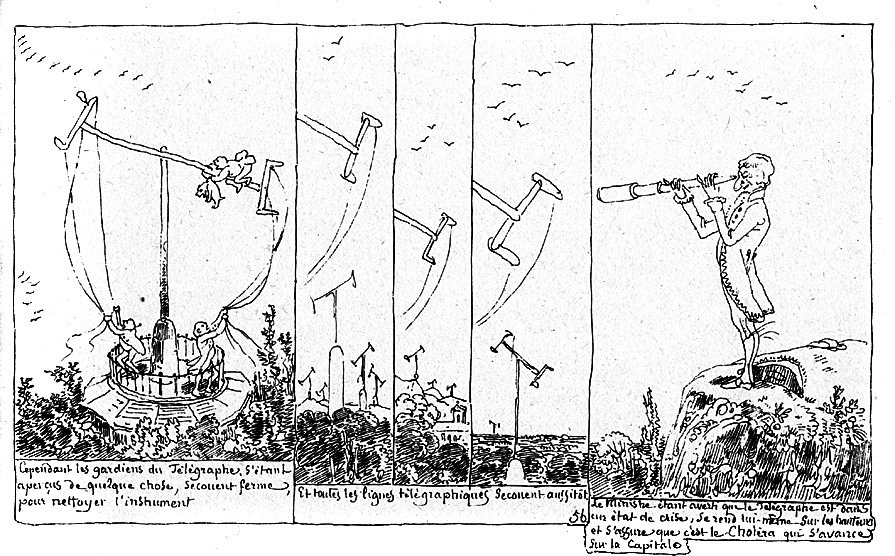
In Monsieur Pencil, 1831 Comic von Rodolphe Töpffer

### Preußische optische Telegrafie

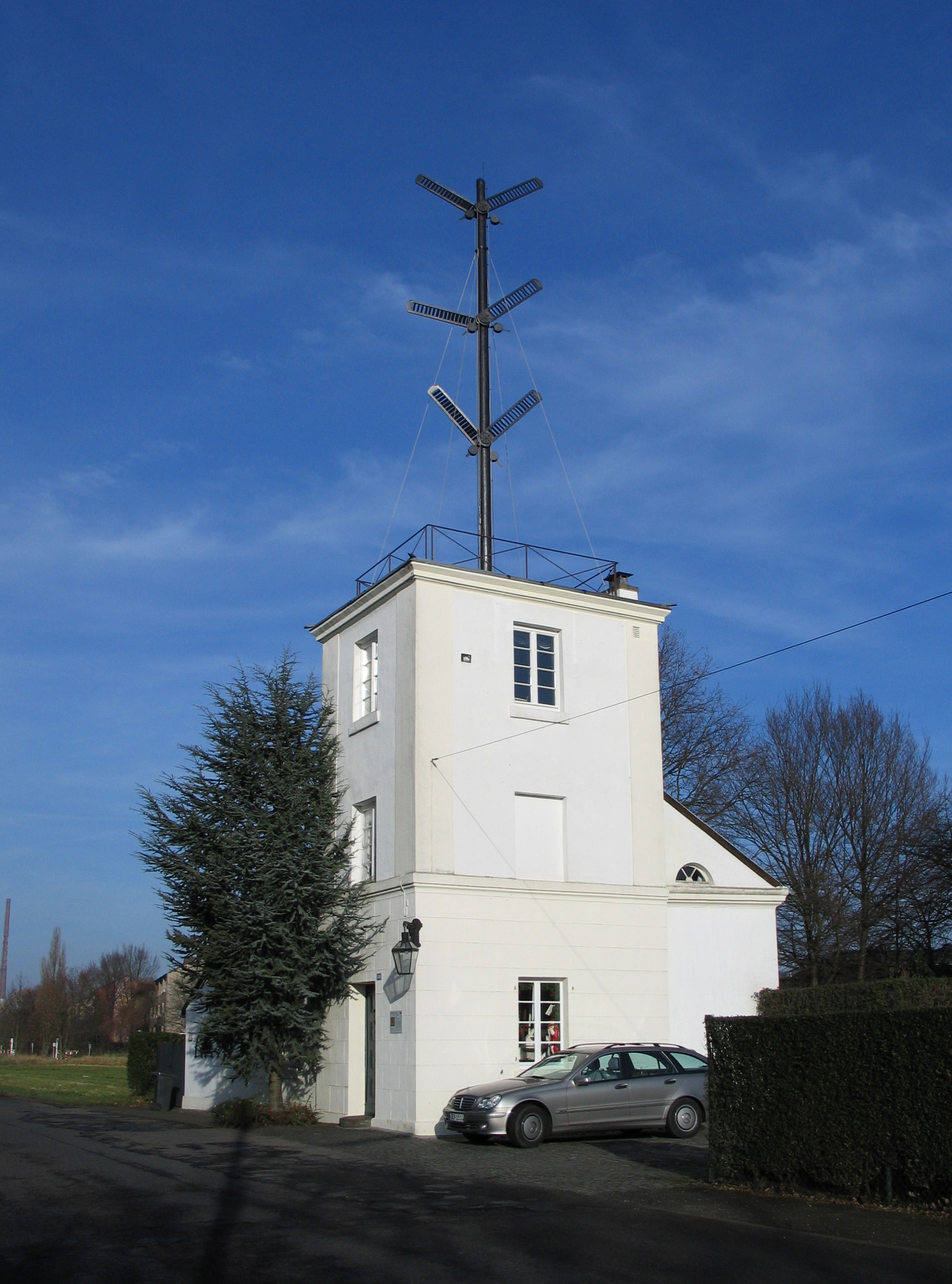
Preußische optische Telegrafenstation in Köln-Flittard

Die erste optische Telegrafenlinie auf heutigem deutschem Gebiet war die französische Optische Telegrafenlinie Metz–Mainz von 1813. Die nächste wurde erst 1830 zwischen Berlin und Potsdam aufgenommen. Dies reichte jedoch bald nicht mehr aus. Da Preußen das Rheinland erhalten hatte und die Grenze zu Frankreich bewachen sollte, benötigte man zur schnellen Nachrichtenübermittlung ein stationäres System im großen Stil.
Dies wurde unter Leitung des Majors im Generalstab Franz August O’Etzel (1783–1850) und des Entwicklers des Telegrafen, des Geheimen Postrats Carl Philipp Heinrich Pistor (1778–1847), welcher auch für die Ausrüstung der Stationen mit Signalgebern und Fernrohren verantwortlich war, angelegt.
Der preußische optische Telegraf führte von der Sternwarte in der Dorotheenstraße in Berlin über die Dahlemer Dorfkirche zum Telegrafenberg bei Potsdam, weiter über Magdeburg, Oschersleben, Veltheim, Liebenburg, dann zwischen Hahausen bei Seesen und Bevern bei Holzminden durch braunschweigisches Gebiet zum Köterberg westlich der Weser wieder ins preußische Westfalen über Paderborn nach Köln und von dort nach Koblenz. Zwischen 1832 und 1852 bestand diese Linie auf einer Länge von fast 550 km. In Köln-Flittard ist eine rekonstruierte Station dieser Telegrafenlinie zu besichtigen, komplett mit einer ebenfalls rekonstruierten Zeigervorrichtung auf dem Dach. Die Stationen Neuwegersleben bei Oschersleben und Oeynhausen bei Nieheim/Westf. sowie die Straßenhauser Station im Landkreis Neuwied wurden ebenfalls rekonstruiert und als Museum eingerichtet. Von der Station 28 auf dem Burgberg bei Bevern (Landkreis Holzminden) steht noch der Turm.
Aufgrund der militärischen Geheimhaltung sind nur wenige Codebücher erhalten. Der preußische Balkentelegraf folgte etwa dem System des Engländers Barnard L. Watson. Am oberen Ende eines Mastbaums waren sechs Flügel montiert, die durch über Rollen laufende Schnüre mit einem Observationszimmer verbunden waren und sich von dort aus schwenken ließen. Mit insgesamt 4096 Flügelstellungen war somit ein komplexes Übermittlungssystem möglich. Die Nachrichten wurden jeweils von Station zu Station beobachtet und weitergegeben und waren so um ein Mehrfaches schneller als reitende Boten, auf die man bis dahin angewiesen war.

### Optische Telegrafie in Norddeutschland

Deutsche Telegrafenlinien bis 1850

Am 18. März 1838 wurde der Hamburger optische Telegraph zwischen Hamburg und Cuxhaven eröffnet. Johann Ludwig Schmidt erhielt 1836 eine Konzession des Senats der Freien und Hansestadt Hamburg, diese Linie zu betreiben. 1847 kam die Verbindung nach Bremerhaven und Bremen hinzu. Um 1850 stellte der optische Telegraph nach und nach seinen Dienst ein, weil er der ebenfalls 1847 eröffneten elektrischen Telegrafenlinie Bremen–Bremerhaven wirtschaftlich unterlegen war. Bemerkenswert ist der in beiden Gesellschaften tätige Friedrich Clemens Gerke, der besonders später bei der Einführung des elektrischen Telegrafen auf der gleichen Strecke eine herausragende Rolle einnahm.
Der Hamburger optische Telegraph war das erste deutsche öffentlich zugängliche Kommunikationsmedium seiner Art, begründet und genutzt von Kaufleuten. Das preußische System diente dagegen (wie schon zunächst das französische) allein der Verwaltung und dem Militär.

### Optische Telegrafie in Süddeutschland
Anfang Oktober 1808 wurde in Augsburg einer der ersten telegrafischen Posten eingerichtet: vom Turm der Ulrichskirche gab man Zeichen in weißen, blauen und roten Fahnen. Anlagen gab es zu Beginn des 19. Jahrhunderts für wenige Jahre beispielsweise auch am Ammersee von Dießen nach Andechs und Seefeld durch den Dechanten P. Michael Rummelsberger.

### Bauliche Reste und Nachbauten der Optischen Telegrafen
Die Optische Telegrafenlinie Metz–Landau geht auf das Jahr 1793 zurück. 1998 wurden im Saarland an ihrem mutmaßlichen historischen Standort im südlichen Saarpfalz-Kreis in der Gemeinde Mandelbachtal in der Nähe des Neuhofs bei Bebelsheim und in der Stadt Blieskastel in Biesingen von einem Förderkreis unter Vorsitz des Heimatforschers Günter Wolf zwei Rekonstruktionen von Optischen Telegrafen gebaut. Eine weitere Rekonstruktion wurde in Cadenbronn in Frankreich geschaffen. Die drei Anlagen haben bei klarem Wetter Sichtkontakt, so dass sie mittels optischer Telegrafie miteinander kommunizieren können.
Auf dem Kochersberg im Elsass steht ein unbewegliches Denkmal an der Stelle eines ehemaligen Telegrafenturms der Linie Paris–Straßburg.

Bei Saverne auf dem Haut-Barr im Elsass ist eine historische, teilrekonstruierte Station zu besichtigen.

### Späte militärische Anwendung
Am britischen Panzer Mark V, der im Frühling 1918 eingeführt wurde, gab es einen hochschiebbaren, drehbaren Semaphor mit zwei Winkerkellen zur Übermittlung von Nachrichten.

## Signalwesen der Eisenbahnen
Aus dem optischen Telegrafensystem der Übermittlung einer Nachricht von einem Ort zu einem anderen Ort wurde um 1850 herum von jeder Eisenbahngesellschaft unterschiedlich das Signalwesen der Eisenbahnen abgeleitet, das bis heute modernisiert gültig ist. Dabei geschieht die Übermittlung einer Nachricht bzw. Anweisung mittels optischer Signalbilder zwischen einem Fahrdienstleiter oder Zugführer oder Rangierer und einem Lokführer und auch umgekehrt mittels der Signalbilder an der Zugspitze „Spitzensignal“ und am Zugende „Schlußsignal“ durch farbige Lampen oder durch Tafeln an einen stationären Fahrdienstleiter. Nicht abgelöst, sondern nur ergänzt ist das optische Signalsystem der Eisenbahnen durch elektronische Signale wie linienförmige Zugbeeinflussung, Mobilfunk-Telefonie und ferngesteuerter Betrieb.
Eine stark vereinfachte Kommunikation war auch der Übertrag eines Stabes oder Rings, der die alleinige Streckenbenutzung des ihn besitzenden Führers gestattete wie auf englischen Eisenbahnen oder Straßenbahnen.
Bis 1907 hatte jede Eisenbahngesellschaft ihre eigenen Regeln. Jede Vereinheitlichung hatte empfehlenden Charakter und entwickelte sich lediglich stückweise, wobei ein Land, eine Gesellschaft, eine Lieferfirma fortschrittlicher war als eine andere. Das Königreich Preußen hatte eine gewisse Vorreiterrolle gespielt, einerseits im Zusammenschluss vieler kleiner Fürstentümer, andererseits in der Verstaatlichung privater Eisenbahngesellschaften, insbesondere jedoch, weil fortschrittliche Firmengründer ihre Produktion im preußischen Berlin aufbauten wie Werner von Siemens 1847 die „Telegraphen Bau-Anstalt von Siemens & Halske in Berlin“.
Ein wesentlicher Vorteil der Signalisierung im Eisenbahnbetrieb besteht darin, dass nur eine relativ geringe Sichtstrecke zu überwinden ist, maximal tausend Meter geradlinig vor einem Hauptsignal. Ist die freie Sicht durch eine Kurve oder ein Bauwerk behindert oder der Bremsweg eines Zuges bei maximal zugelassener Geschwindigkeit länger, so wird das Signalbild des Hauptsignals durch ein Vorsignal mit eigenem Signalbild vorausgeschickt. So kann sich ein Lokführer auch bei schlechter Sicht an die Nachricht am Aufstellort eines Signals vorbereiten.

## Neue Techniken

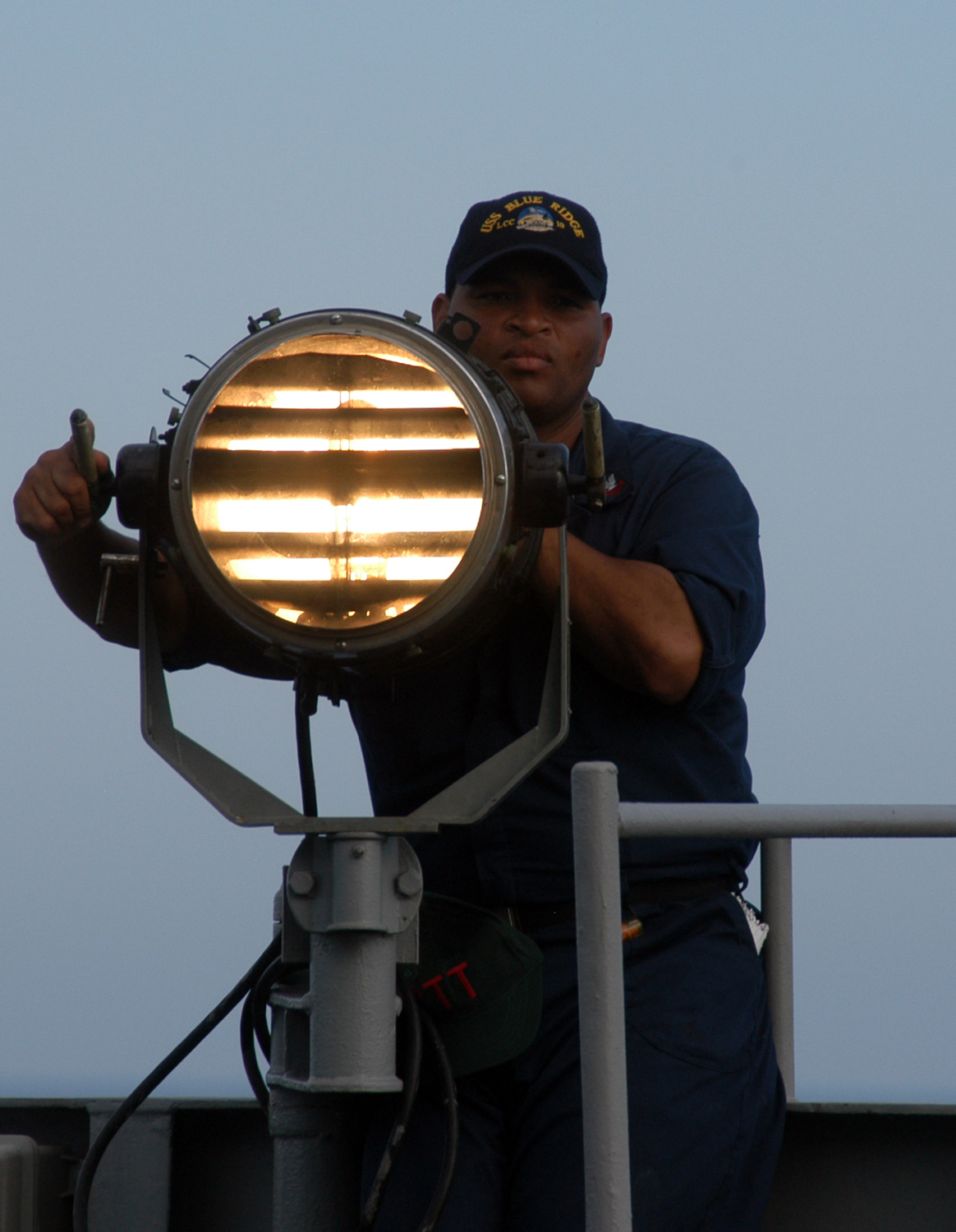
Signallampe mit Jalousieblende zur Übermittlung von Morsecodes am Schiff, US Marine, Philippinensee 2005

Die sukzessiven technischen Verbesserungen in der Morsetelegrafie ab den 1830er Jahren läuteten das Ende der Ära des optisch-mechanischen Telegrafen ein. Die Morsetelegrafie war um ein Vielfaches schneller (höhere Symbolrate), einfacher und billiger zu bauen und zu unterhalten als der optische Telegraf, weniger störungsanfällig und nicht abhängig von Wetter oder Tageszeit. Die Ablösung erfolgte aber nicht abrupt, sondern gleitend. Beide Systeme existierten noch fast zwei Jahrzehnte lang nebeneinander. 1853 wurde der Betrieb der letzten optischen Telegrafenlinie Frankreichs eingestellt, in Schweden wurden optische Telegrafen noch bis 1880 betrieben.
1859 erhielt Martha Coston (1826–1904) ein Patent (Nr. 23.596) auf das von ihr in mehr als zehn Jahren entwickelte System pyrotechnischer Signale, die bis heute fester Bestandteil der Kommunikation auf See und an Land der United States Navy sind. Martha Coston gründete eigene Firmen, die Coston Signal Company und die Coston Supply Company, die bis 1985 in Betrieb waren. Vor allem im Sezessionskrieg kam ihrer Erfindung eine bedeutende Rolle zu.
Laserverbindungen für Daten stellen gelegentlich moderne Kommunikationsmittel in Konkurrenz zu Funkverbindungen dar. Der gerichtete Laserstrahl ist insbesondere in der Nähe seiner Quelle von der Seite sichtbar wenn er durch ein streuendes Medium wie Luft verläuft. Die Datenübertragung erfolgt durch Modulation der Stärke, also (rasche) Änderung in der Zeit, nicht durch Übermittlung eines Bilds.
- Flugzeuge werden am Vorfeld eines Flugplatzes über Winkzeichen mit Signalkellen eingewiesen.
- Verkehrspolizisten, Schülerlotsen, Sicherungsleute geben Handzeichen mit und ohne Kellen oder Leuchtstäben zum Regeln von Verkehr an Kreuzungen, Fußgängerüberwegen, Engstellen.
- Verkehrslichtsignalanlagen weisen mitunter Bilder auf: Gehende Person, stehende Person, Richtungspfeil.
- Das Magische Auge (um 1950) an der Radiofront unterstützte das händische Abstimmen durch grafische Anzeige der ankommenden Signalstärke eines Radiosignals.
- Hand- und Armzeichen gibt es bei Pfadfindern, Militär, als „Aufzeigen“ im Schulunterricht. Auch ein Moderator kann per Handzeichen jemandem in kleiner Diskussionsrunde oder in großem Fernsehshowpublikum das Wort erteilen. Beachvolleyball ist bekannt für Kommunikation per Hand-Fingerzeichen.
- Der (ausreichende) Flüssigkeitsstand für Getriebeöl oder Klarspüler in einem Geschirrspüler wird häufig durch ein Schauglas optisch indiziert.

## Telegrafie und Zeit
Die Auswirkungen der Telegrafie sind für das allgemeine Bewusstsein von Raum und Zeit von epochaler Bedeutung. Bis dahin war es selbstverständlich gewesen, dass eine größere Distanz nur in einer entsprechend langen Zeit zu überwinden war. Telegrafische Kommunikation erforderte die genaue Einhaltung vereinbarter Normalzeiten, damit Signale pünktlich beobachtet werden konnten. So galt in der preußischen Telegrafie überall die Berliner Zeit, die sich von der westdeutschen wahren Sonnenzeit um bis zu zwanzig Minuten unterscheidet. Täglich um 19:00 Uhr wurde ein Zeitsignal von Berlin bis Koblenz gesendet, das nach wenigen Minuten dort ankam.